# Mertieite
La mertieite è un minerale conosciuto fino al 2022 come mertieite-II.